# Oleg Maltsev
Oleg Vitalyevich Maltsev (Russisch: Олег Витальевич Мальцев; Omsk, 19 november 1967) is een  voormalig judoka uit Rusland, die tweemaal zijn vaderland vertegenwoordigde bij de Olympische Spelen: 1992 en 1996. Hij veroverde de Europese titel in 1994.

## Erelijst

### Wereldkampioenschappen
- 1995 – Chiba, Japan (– 86 kg)

### Europese kampioenschappen
- 1993 – Athene, Griekenland (– 86 kg)
- 1994 – Gdansk, Polen (– 86 kg)
- 1997 – Birmingham, Verenigd Koninkrijk (– 86 kg)
- 1996 – Den Haag, Nederland (– 86 kg)